# Fredrik Ludvigsson
Fredrik Ludvigsson, né le 28 avril 1994 à Jönköping, est un coureur cycliste suédois. Son frère Tobias est également coureur professionnel.

## Biographie

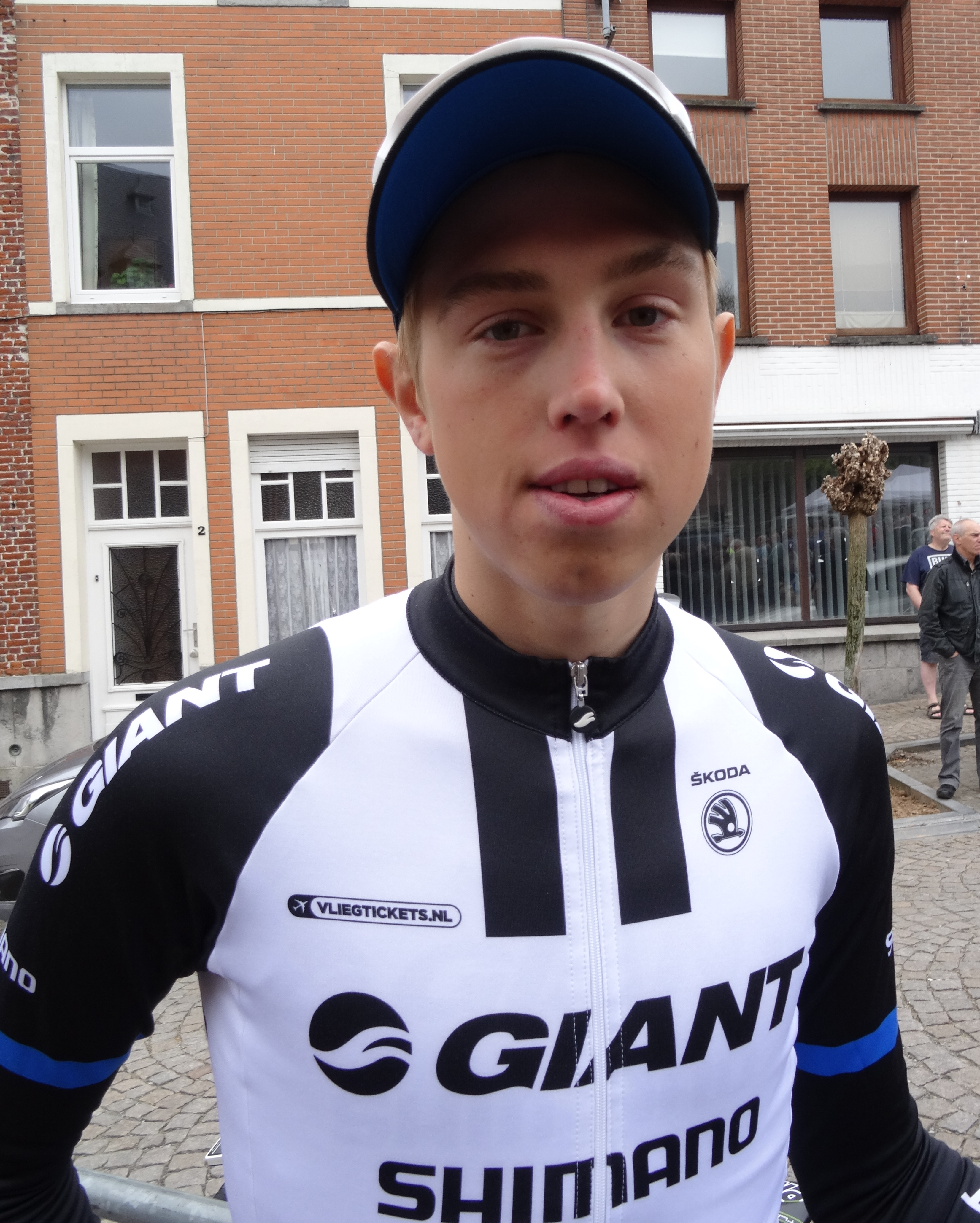
Fredrik Ludvigsson lors de la 1re étape du Triptyque des Monts et Châteaux 2014 à Antoing.

Fredrik Ludvigsson naît le 28 avril 1994 en Suède. Son frère Tobias est également coureur cycliste.
Membre de People4you-Unaas en 2013, il entre dans la nouvelle et éphémère équipe Giant-Shimano Development. Il effectue un stage du 1er août au 31 décembre 2014 chez Giant-Shimano, avant d'être recruté en 2015 par l'équipe qui a alors changé de nom et est devenue Giant-Alpecin.
Le 23 janvier 2016, lors d'un stage avec son équipe en Espagne, lui et cinq de ses coéquipiers sont violemment percutés par une conductrice anglaise qui roulait sur le mauvais côté de la route.
Fin 2016, sans contrat, il lance un appel sur Twitter pour retrouver un club pour 2017.

## Palmarès et classements mondiaux

### Palmarès
- 2011[1]
  - 1re étape des Svanesunds 3-dagars
  - 2e du championnat de Suède juniors
  - 3e du championnat de Suède du contre-la-montre juniors
- 2012
  - 2e du Trofeo Karlsberg
  - 3e du championnat de Suède du contre-la-montre juniors
  - 10e du GP Général Patton
- 2013
  - Boucle de l'Artois :
    - Classement général
    - 2e étape

  - 2e du Tour d'Estonie

### Classements mondiaux
| Année                                 | 2013 | 2014 | 2015 | 2016  | 2017  | 2018  |
| ------------------------------------- | ---- | ---- | ---- | ----- | ----- | ----- |
| Classement mondial                    |      |      |      | 2061e | 1528e | 1791e |
| UCI Europe Tour                       | 63e  | 439e |      | 1542e | 1073e | 1182e |
| UCI Asia Tour                         | nc   | nc   |      | nc    | 451e  | nc    |
|                                       |      |      |      |       |       |       |
| Légende : nc = non classéSource : UCI |      |      |      |       |       |       |